# اورچارد شرقی
اورچارد شرقی (به انگلیسی: East Orchard) یک روستا و محله مدنی در بریتانیا است که در North Dorset واقع شده‌است. اورچارد شرقی ۱۰۰ نفر جمعیت دارد.